# Restauratie van maritiem erfgoed

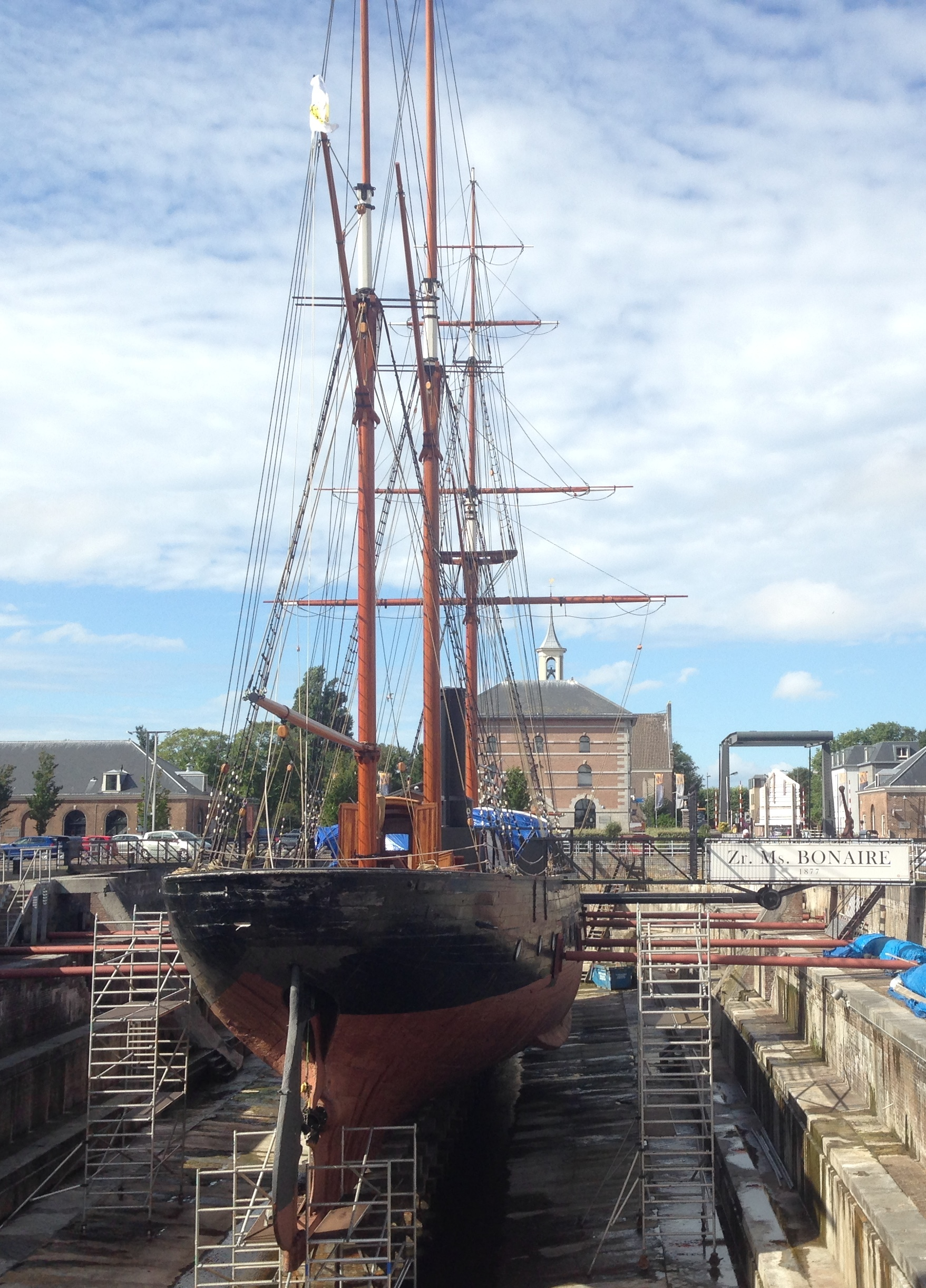
Hr.Ms. Bonaire (1877), Den Helder, 2018

De restauratie van maritiem erfgoed betreft het herstellen of conserveren van historische schepen maar ook van havens, kades, bruggen, waterwegen en pakhuizen. Restauratie is het geheel van handelingen aan een beschadigd of gedeeltelijk verloren gegaan voorwerp met het doel dit terug te brengen in een van tevoren gedefinieerde toestand, en zo te behouden voor toekomstige generaties. 

## Schepen
Het restaureren van zeeschepen komt weinig voor. In zo'n geval gaat het meestal om marineschepen die als museumschip gaan fungeren. Er wordt meer gekozen voor historische reconstructies, zoals de Batavia in 1995. Binnenschepen worden wel gerestaureerd, maar dan meestal slechts gedeeltelijk. Om ze te kunnen behouden moet ermee gevaren kunnen worden en dat vraagt aanpassingen die voortkomen uit regelgeving en ook om het mogelijk te maken erop te kunnen wonen. Alleen binnenschepen die uitsluitend voor de wal blijven liggen (in een museum) kunnen volledig worden gerestaureerd. Voorbeelden van een compromis zijn de stevenaak Helena en het salonstoomschip Succes.